# Glenn Keeley
Glenn Matthew Keeley (sinh ngày 1 tháng 9 năm 1954 in Barking, Essex) là một cầu thủ bóng đá người Anh đã giải nghệ thi đấu ở vị trí trung vệ ở Football League.

## Danh hiệu

### Câu lạc bộ
Newcastle United
- Á quân Football League Cup (1): 1975-76

Blackburn Rovers
- Á quân Football League Third Division (1): 1979-80
- Vô địch Full Members Cup (1): 1986-87